# Ziefen
Ziefen és un municipi del cantó de Basilea-Camp (Suïssa), situat al districte de Liestal.